# E adesso voglio la luna (I grandi successi)
E adesso voglio la luna (I grandi successi) è un album raccolta di Fiordaliso. Pubblicato nella primavera del 1994, in concomitanza con la partecipazione di Fiordaliso a Domenica in, riscosse un discreto successo discografico.
L'album contiene due brani inediti, Mascalzone di Giorgio Faletti e Tutti colpevoli di E.Aldreghetti e G.Dell'Oglio e otto brani del repertorio di Fiordaliso. Tranne Cosa ti farei e Il mare più grande che c'è tutti gli altri brani vengono riarrangiati. Fatti miei viene modificato nel testo aggiungendo delle strofe finali.  I due brani scritti da Toto Cutugno Per noi e Se non avessi te vengono completamente riarrangiati e ricantati in un medley e la voce maschile è di Moreno Ferrara.

## Tracce
1. Tutti colpevoli – 4:37
2. Cosa ti farei – 4:35
3. Una sporca poesia – 4:17
4. Se non avessi te/Per noi – 4:44
5. Il mio angelo – 2:34
6. Il mare più grande che c'è – 5:01
7. Mascalzone – 3:11
8. Oramai – 3:57
9. Fatti miei – 6:19
10. Non voglio mica la luna – 4:47

## Formazione
- Fiordaliso – voce
- Marco Guarnerio – chitarra
- Stefano Re – batteria
- Luca Savazzi – tastiera, pianoforte
- Max Longhi – programmazione
- Pietro La Pietra – chitarra
- Rilly – percussioni, programmazione
- Pier Michelatti – basso
- Roberto Battini – programmazione
- Ismael Ziede Burboa, Alvise Carbone, Valentina Dall'Oglio, Lalla Francia, Marina Balestrieri, Andrea Aldreghetti, Mara Dall'Oglio, Paola Folli, Malcolm MacDonald, Giulia Fasolino, Gisella Cozzo, Naimy Hackett, Luca Jurman, Moreno Ferrara, Silvio Pozzoli – cori